# Zwarte bessenpikker
De zwarte bessenpikker (Melanocharis nigra) is een zangvogel uit de familie Melanocharitidae.

## Verspreiding en leefgebied
Deze soort is endemisch in Nieuw-Guinea en telt vier ondersoorten:
- M. n. pallida: het eiland Waigeo (West-Papoea).
- M. n. nigra: de eilanden Misool en Salawati en het schiereiland de Vogelkop (West-Papoea) .
- M. n. unicolor: het eiland Japen en grote delen van het noordwesten, noorden en oosten van het hoofdeiland Nieuw-Guinea.
- M. n. chloroptera: de Aru-eilanden en het zuidwesten en zuiden van het hoofdeiland Nieuw-Guinea.

## Status
De grootte van de populatie is niet gekwantificeerd maar de soort wordt omschreven als algemeen tot zeer algemeen. Op de Rode lijst van de IUCN heeft deze soort de status niet bedreigd.